# Jimmy Cool
A Jimmy Cool kanadai animációs komédia, melynek ötletgazdája Edward Kay és Sean Scott. A sorozatot Kanadában a Teletoon adta 2009. március 21. és 2011. július 15. között. Amerikában 2009. február 13.kezdte el vetíteni a Disney XD

## Történet
A Miseryville (magyar fordítás: szánalmas hely) nevű bolgogtalan kisvárosban élő Jimmy, egy 14 éves, boldog, mókás fiú. A városkában egy VII. Lucius Heinous nevű ördöghöz hasonlítható lény él, ki nagyon zsugori és szereti mások szenvedését és gyötrését. Heloise és Beezy Jimmy két barátja, kik mindig segítenek a boldogság eléréséhez. A városkán kívül gyakori helyszín a Misery Rt., melynek tulajdonosa VII. Lucius Heinous.

## Szereplők
- Jimmy: A boldog, mókás, életkedvvel teli 14 éves kamaszfiú. Mindent megtesz a boldogságért. Eredeti hangja: Cory Doran. Magyar hangja: Markovics Tamás
- Lucius: Egy ördög kinézetű negatív figura. Imádja a boldogtalanságot. Eredeti hangja: Sean Cullen. Magyar hangja: Megyeri János
- Beezy: Jimmy barátja. Segít neki célja megvalósításában. Eredeti hangja: Brian Froud. Magyar hang: Renácz Zoltán
- Helois: Jimmy barátja. Segít neki célja megvalósításában. Eredeti hangja: Tabitha St. Germain. Magyar hang: Kiss Virág

## Más országokban
| Ország             | Adó                      | Bemutató             |
| ------------------ | ------------------------ | -------------------- |
| USA                | Disney XD                | 2009. február 13.    |
| Ausztrália         | Cartoon Network ABC3     | 2009 TBA             |
| Új-Zéland          | Cartoon Network TVNZ     | 2010 TBA             |
| Kanada             | Teletoon/Télétoon        | 2009. március 21.    |
| Egyesült Királyság | Disney XD                | 2009. április 4.     |
| Írország           | Disney XD                | 2009. április 4.     |
| Lengyelország      | Disney XD                | 2009. június 13.     |
| Svédország         | Disney XD                | 2009. szeptember 12. |
| Dánia              | Disney XD                | 2009. szeptember 12. |
| Finnország         | Disney XD                | 2009. szeptember 12. |
| Norvégia           | Disney XD                | 2009. szeptember 12. |
| Izland             | Disney XD                | 2009. szeptember 12. |
| Spanyolország      | Disney XD                | 2009. szeptember 19. |
| Portugália         | SIC                      | 2009. szeptember 19. |
| Olaszország        | Disney XD                | 2009                 |
| Bulgária           | Disney Channel           | 2009                 |
| Románia            | Disney Channel           | 2009                 |
| Moldova            | Disney Channel           | 2009                 |
| Csehország         | Disney Channel           | 2009                 |
| Szlovákia          | Disney Channel           | 2009                 |
| Hollandia          | Disney XD Disney Channel | 2009. október 3.     |
| Franciaország      | Disney XD                | 2009                 |
| Mexikó             | Nickelodeon              | 2009. október 5.     |
| Kolumbia           | Nickelodeon              | 2009. október 5.     |
| Argentína          | Nickelodeon              | 2009. október 5.     |
| Brazília           | Nickelodeon              | 2009. november 2.    |
| Szerbia            | Disney XD                | 2009                 |
| Görögország        | Disney XD                | 2009                 |
| Pakisztán          | Cartoon Network          | 2010                 |
| Délkelet-Ázsia     | Cartoon Network          | 2009                 |
| Fülöp-szigetek     | Cartoon Network          | 2010                 |
| Oroszország        | Disney Channel           | 2010. augusztus 13.  |
| Horvátország       | Disney XD                | 2009. október 29.    |
| Izrael             | Disney Channel           | 2009. szeptember 9.  |
| Japán              | Disney XD                | 2009. augusztus 1.   |